# Forest (Album)
Forest ist ein Musikalbum von Marilyn Crispell und Harvey Sorgen. Die im November 2023 in den Utopia Studios, Bearsville, Woodstock, New York, entstandenen Aufnahmen erschienen am 4. Oktober 2024 auf Fundacja Słuchaj.

## Hintergrund
Der Schlagzeuger Harvey Sorgen hatte zuvor mehrmals mit der Pianistin Marilyn Crispell zusammengearbeitet; daraus resultierten die Trioalben Dreamstruck (2018) und With Grace In Mind (2022), beide mit dem Bassisten Joe Fonda, mit dem Sorgen seit den späten 1980er-Jahren in verschiedenen Besetzungen spielt. Das Album ist Teil einer Reihe von Duo-Sessions Crispells, die sie in den letzten Jahrzehnten mit Künstlern wie Agustí Fernández (Dark Night, and Luminous), Gerry Hemingway (Table of Changes), David Rothenberg (One Dark Night I Left My Silent House), Ivo Perelman (Brass and Ivory Tales), Tyshawn Sorey (The Adornment of Time), Gary Peacock (Azure) und Louis Moholo (Sibanye) aufgenommen hatte.

## Titelliste
- Marilyn Crispell & Harvey Sorgen: Forest (Fundacja Słuchaj FSR 22|2024)[2]

1. Forest 7:31
2. Overtones of Darkness and Light 4:56
3. Wolf Moon 8:45
4. Sandscape (Harvey Sorgen) 3:57
5. Garden (Marilyn Crispell) 3:41
6. Dulcimer 3:59
7. Borders 5:39
8. Air Dissolves, Sea Rushes In 3:34
9. Remembrance of Karl 3:16
10. Green 3:59

Wenn nicht anders vermerkt, stammen die Kompositionen von Crispell/Sorgen.

## Rezeption
Egal, auf welcher Bühne, in welchem Studio oder in welcher musikalischen Umgebung auch immer sich diese beiden überaus begabten Improvisatoren befänden, ihre Dialoge seien immer ehrlich, schrieb Mike Jurkovic, der das Album in All About Jazz vorstellte. Und so aufschlussreich und überzeugend viele der Aufnahmen des Duos aus den vergangenen Jahrzehnten waren, könnte Forest, die „glühend heiße Rede zur Lage der Nation“, gehalten von Marilyn Crispell und Harvey Sorgen, durchaus ihre Doktorarbeit sein. „Overtures of Darkness and Light“, „Remembrance of Karl“ – eine Hommage an den Mentor und Kollegen Karl Berger –, das knallharte, hoch klingende „Dulcimer“, die verschachtelte Logik in „Air Dissolves, Water Rushes In“ seien nur vier der zehn Neuinterpretationen des Klavier-Schlagzeug-Duetts, [ein Format] das Crispell und Sorgen ihr Leben lang herausgefordert und von dem sie selbst herausgefordert wurden. Forest sei eines jener seligen Unterfangen, das, wenn man es in den Lauf der menschlichen Ereignisse einbezieht, größtenteils unbeachtet und ungehört bleiben dürfte, aber für zukünftige Soziologen und Musikschaffende nicht weniger wichtig sein werde, wenn es um das Verständnis von Ausdruck und Kommunikation gehe.